# Evan Williams (rugbista)
Evan Williams (18 de junio de 1906 en Port Talbot - murió el 18 de noviembre de 1976 en Leeds) fue un galés jugador de rugby profesional que participó en la liga de rugby de la década de 1920 jugando a nivel representativo con rugby unión (RU) para Gales, y a nivel de clubes para Aberavon RFC, de central, es decir, número 12 o 13, y a nivel de clubes jugó al rugby en la liga (RL) de Leeds.

## Palmarés Internacional
Evan Williams ganó la gorra de Gales (RU), mientras que jugaba en Aberavon RFC en 1925 contra Inglaterra, y Escocia, y Francia.